# Панда гімалайська
Па́нда гімала́йська, панда мала або панда червона (Ailurus fulgens) — вид невеликих ссавців ряду хижих, родини пандових (Ailluridae), що походить зі східних Гімалаїв та південно-західного Китаю. У нього густе рудувато-коричневе хутро, лапи та живіт чорні, вуха з білою окантовкою, переважно біла морда і смугастий хвіст. Довжина голови та тулуба 51—63,5 см, хвоста 28—48,5 см, при вазі від 3,2 до 15 кг. Він добре пристосований до лазіння по деревах завдяки гнучким суглобам і вигнутим напіввтяжним кігтям.
Червона панда була офіційно описана в 1825 році. Два нині визнаних підвиди, гімалайська і китайська червона панда, генетично відокремилися один від одного близько 250 000 років тому. Місце червоної панди на еволюційному дереві було предметом численних дискусій, але сучасні генетичні дані свідчать про її близьку спорідненість з єнотами, куницями та скунсами. Вона не споріднена з гігантською пандою, яка є ведмедем, хоча обидві мають подовжені кістки зап'ястя або «фальшиві великі пальці», що використовуються для хапання бамбука. Еволюційна гілка червоної панди (Ailuridae) сягає корінням приблизно 25—18 мільйонів років тому, на що вказують їхні викопні родичі, знайдені в Євразії та Північній Америці.
Червона панда мешкає у хвойних, широколистяних та змішаних лісах помірного поясу, віддаючи перевагу крутим схилам з густим бамбуковим покривом поблизу джерел води. Живе усамітнено, проводячи більшість часу на деревах. Харчується переважно паростками та листям бамбука, а також плодами й квітами. Червоні панди паруються ранньою весною, а влітку самки народжують виводок до чотирьох дитинчат.
Виду загрожує браконьєрство, а також знищення та фрагментація середовища існування через вирубку лісів. З 2015 року вид занесений до Червоного списку МСОП як такий, що перебуває під загрозою зникнення. Охороняється в усіх країнах ареалу. У Непалі, Бутані та північно-східній Індії були започатковані природоохоронні програми на рівні громад. Регіональні програми розведення червоної панди в неволі були створені в зоопарках по всьому світу. Особливих успіхів у розведенні цих тварин у неволі досяг Зоопарк Хефей. Мала панда фігурує в анімаційних фільмах, відеоіграх, коміксах, на її честь називають компанії та музичні гурти. Червона панда є твариною-символом індійського штату Сіккім.

## Етимологія
Загальне ім'я «панда» було застосоване до Ailurus, коли тварина була вперше представлена західному науковому товариству в 1821 році. Роду Ailuropoda було дане ім'я гігантська панда після її відкриття у 1869 році, й, відповідно Ailurus fulgens тепер отримала назву мала або ж червона панда. Природа слова «панда» є невідомою.
Назва роду Ailurus походить від дав.-гр. αἴλουρος, ailouros, що означає «кіт». Видова назва fulgens походить від латинського слова «сяючий, яскравий».

## Опис

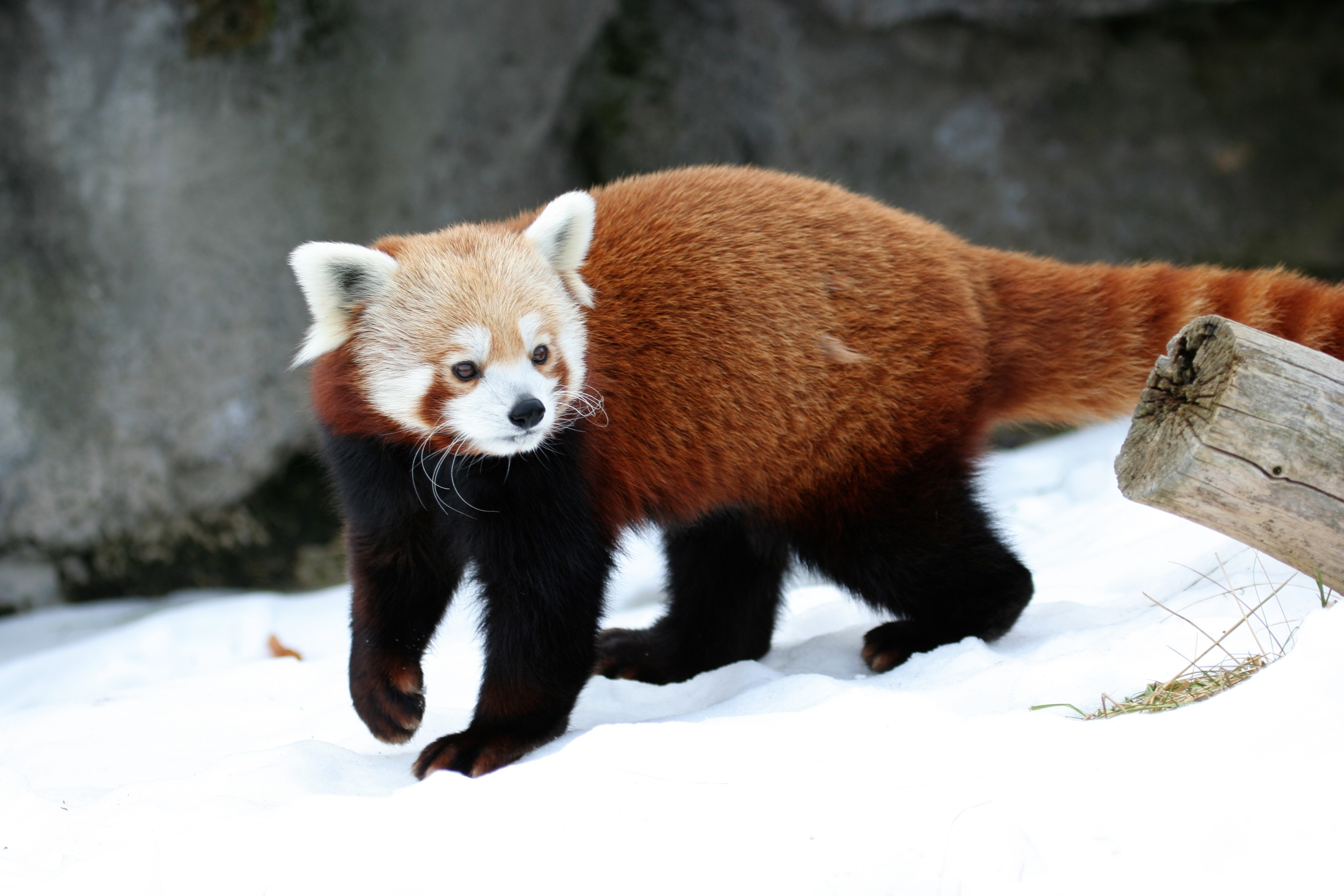
Мала панда, зоопарк Сірак'юс, Нью-Йорк

Шерсть червоної панди переважно руда або помаранчево-коричнева з чорним животом і ногами. Морда, щоки, брови та внутрішні краї вух здебільшого білі, тоді як їхній пухнастий хвіст має руді та охрові смуги й темно-коричневий кінчик. Задній бік вух, кінцівки та низ від темного, червонувато-коричневого до чорного. Забарвлення схоже слугує для маскування в місцях з червоним мохом і деревами, вкритими білим лишайником. Остьові волоски довші та грубіші, тоді як густий підшерсток пухнастіший і коротший. Має помірно довгі вібриси навколо рота, нижньої щелепи та підборіддя. Шерсть на підошвах лап дозволяє тварині ходити по снігу.
Мала панда має відносно невелику голову, хоча пропорційно більшу, ніж у єнотів подібного розміру, морда приплюснута, вуха загострені і кінцівки майже рівномірно довгі. Довжина тіла 51—63,5 см, хвіст 28—48,5 см. Гімалайська червона панда — Ailurus fulgens fulgens — важить 3,2—9,4 кг, тоді як китайська червона панда — Ailurus fulgens styani — важить 4—15 кг (самиці) і 4,2—13,4 кг (самці). Зубна формула: I 3/3, C 1/1, P 3-4/3-4, M 2/2 = 36–38. На кожній лапці п'ять вигнутих пальців, кожен з яких має вигнуті напіввтяжні пазурі, що допомагають при лазінні по деревах. Таз і задні кінцівки мають гнучкі суглоби, пристосовані до арбореального чотириногого способу життя. Самиці мають чотири молочні залози. Хоча хвіст і не є хапальним, він допомагає тварині балансувати під час лазіння.
Передні лапи мають «фальшивий великий палець», який є продовженням зап'ясткової кістки, променевої сесамоподібної кістки, що зустрічається у багатьох м'ясоїдних. Цей палець дозволяє тварині краще хапатися за стебла бамбука. Червона панда поділяє цю особливість з великою пандою, яка має більший сезамоїд, більш стиснутий з боків.

## Поширення

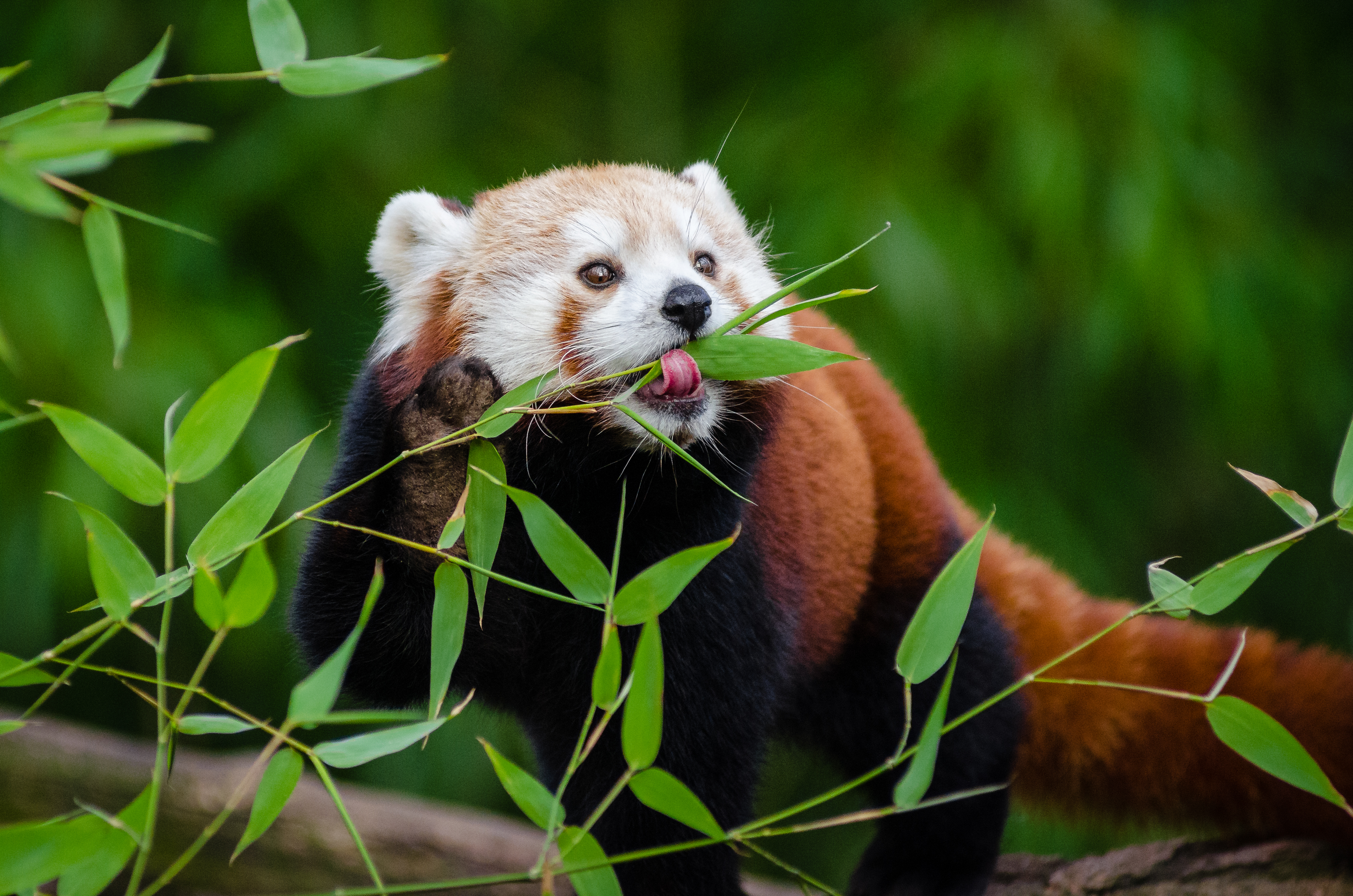
Мала панда харчується

Червона панда мешкає в Непалі, штатах Сіккім, Західна Бенгалія та Аруначал-Прадеш в Індії, Бутані, південному Тибеті, північній М'янмі та китайських провінціях Сичуань і Юньнань. Глобальний потенційний ареал проживання червоної панди оцінюється щонайбільше в 47 100 км2. Цей ареал знаходиться в помірному кліматичному поясі Гімалаїв із середньорічним діапазоном температур 18—24 °C. Знайдений переважно в гірських лісах на висоті 2000—4300 м над рівнем моря, часто в бамбукових заростях. Мала панда віддає перевагу мікросередовищам проживання в межах 70—240 м від джерел води.
У деяких частинах Китаю червона панда співіснує з великою пандою. У національних природних заповідниках Феньтунжай та Єле мікробіотоп червоної панди характеризується крутими схилами з великою кількістю бамбукових чагарників, повалених дерев і пнів, тоді як гігантська панда віддає перевагу більш пологим схилам з відкритою місцевістю без повалених дерев, де бамбук росте вище, але у цілому він менш поширений. Такий поділ ніш зменшує конкуренцію між двома видами, що харчуються бамбуком.

## Поведінка та екологія

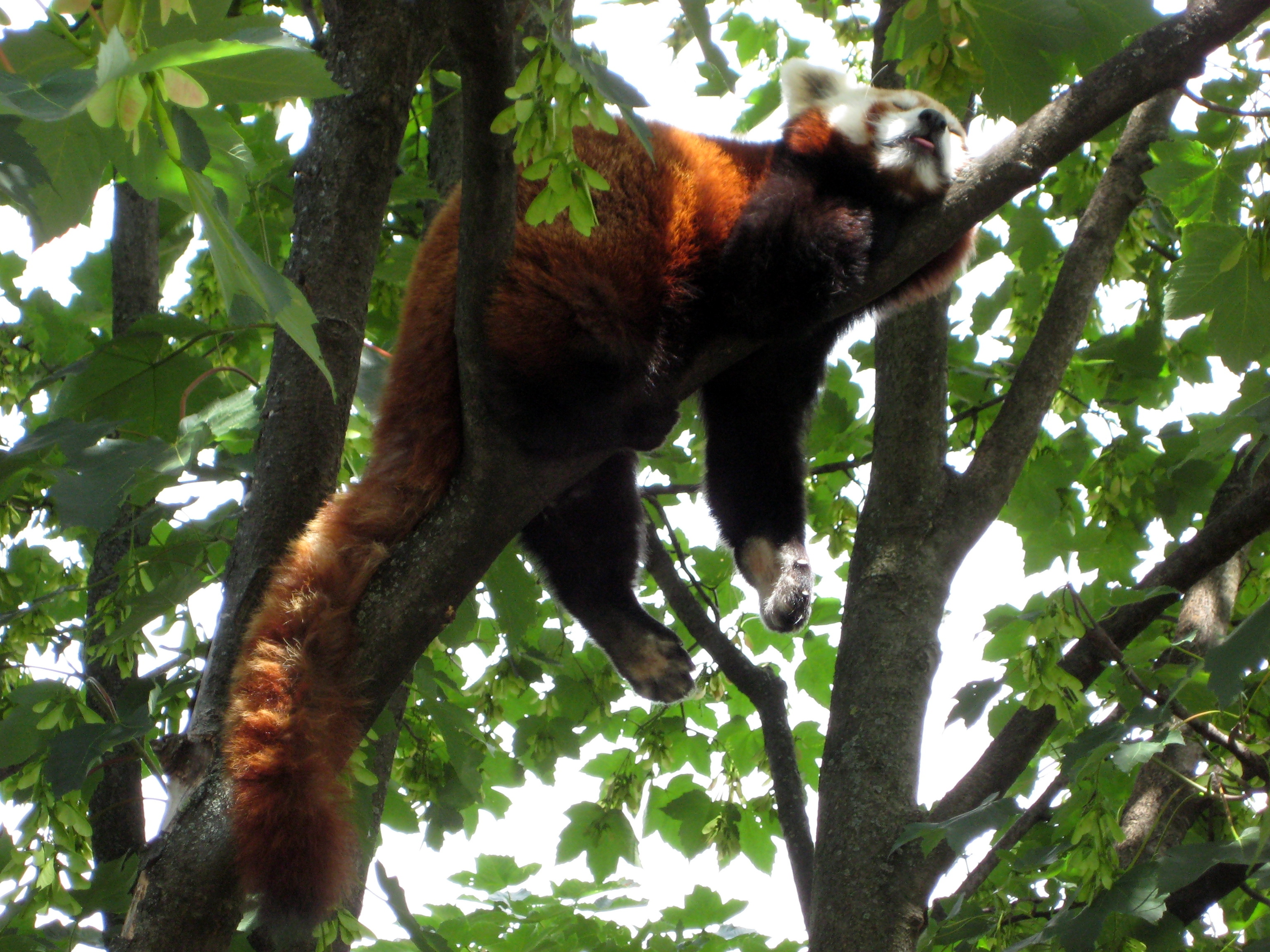
Ailurus fulgens спить, Шенбруннський зоопарк

Червону панду важко відстежити в дикій природі, тому більшість досліджень її поведінки проводилися в неволі. Головним чином нічна й сутінкова тварина, вдень спить на дереві. Однак в літній період проявляє значну денну активність і, мабуть, відпочинок взимку під прямими сонячними променями обумовлений потребою мінімізувати втрати тепла. Коли спить, він зазвичай згортається, як кішка або собака, з хвостом над головою, але він також може спати, сидячи на верхній частині задніх кінцівок, голову підібгавши під грудьми та між передніми лапами, як це часом робить американський єнот (Procyon). Хоча червона панда дуже добре лазить по деревах, вона, здається, більше харчується на землі. Їжею для неї є: бамбукові паростки, трава, корені, плоди й жолуді. Також іноді вживає комах, яйця, молодих птахів і дрібних гризунів. У дикій природі мала панда іноді подорожує в парі або невеликими сімейними групами. Такі групи, ймовірно, представляють самця та самицю або матір з дітьми. Молодь, здається, залишається з матір'ю близько року, або поки наступний виводок ось-ось народиться.
Зафіксовано щонайменше сім різних вокалізацій червоної панди: ричання, гавкіт, писк, ухання, бекання, бурчання та цвірінькання. Гарчання, гавкіт, бурчання та вереск характерні під час бійок і агресивних переслідувань. Ухання видається у відповідь на наближення іншої особини. Бекання пов'язане з маркуванням запахом і принюхуванням. Самці можуть бекати під час спарювання, тоді як самки цвірінькають.

## Життєвий цикл

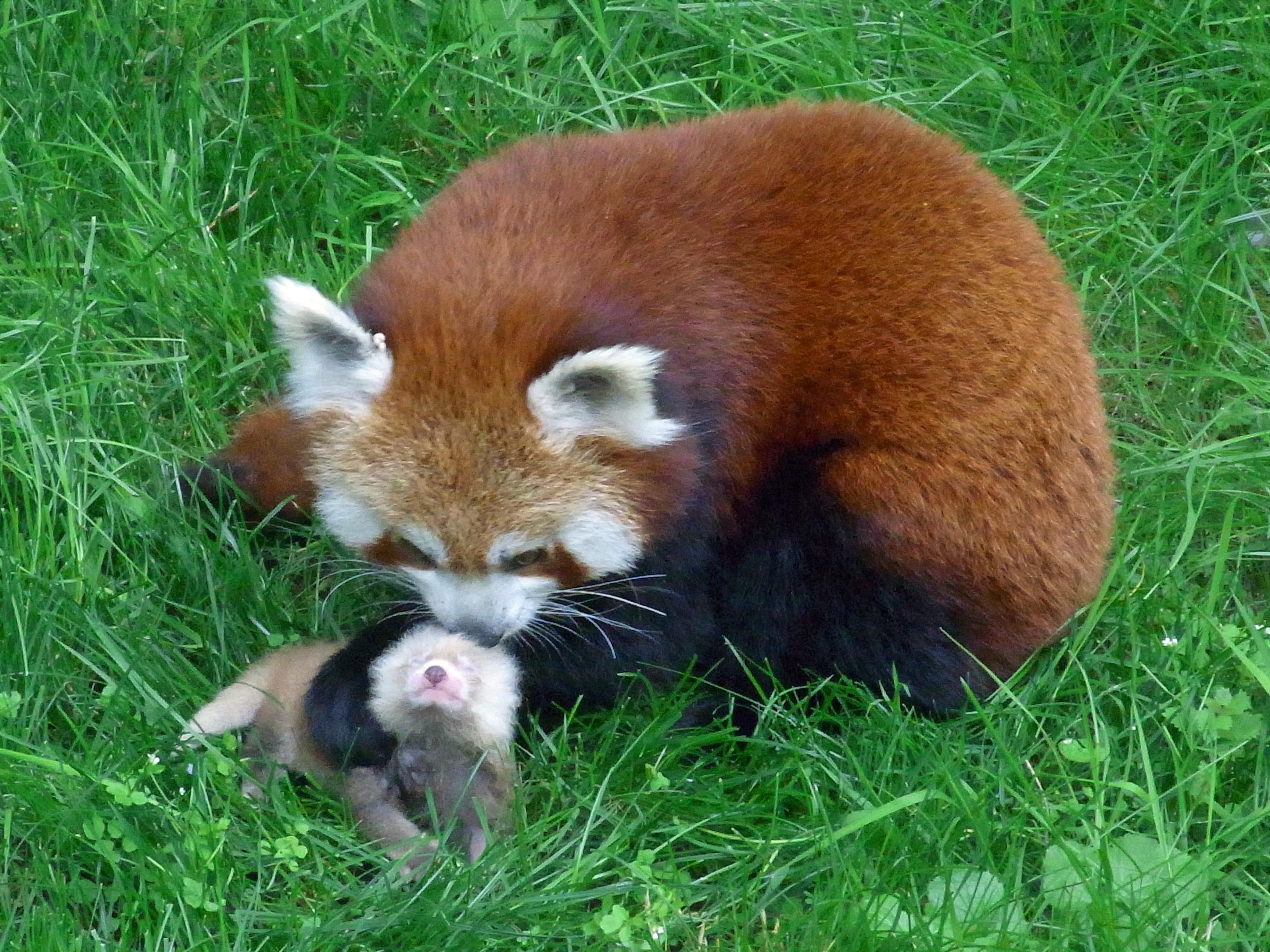
Червона панда з дитинчам

Червона панда народжує потомство навесні чи влітку, частіше за все у червні, у порожнинах дерев чи в кам'яних розколинах. Почати готувати гніздо батьки можуть за кілька тижнів до народження дітей. Вагітність триває 114—145 днів. Народжується 1–4, зазвичай двоє дитинчат. Новонароджені важать 110—130 грамів. Тверду їжу починають приймати на 125—135 день. Статева зрілість настає у 18-місячному віці. Одна червона панда в Китаї жила в неволі 18,5 років.

## Таксономія
Червона панда була описана і названа в 1825 році Фредеріком Кюв'є, який дав їй сучасну наукову назву Ailurus fulgens. Опис Кюв'є ґрунтувався на зоологічних зразках, включаючи шкіру, лапи, щелепні кістки та зуби «з гір на північ від Індії», а також на розповіді Альфреда Дювоселя. Червона панда була описана раніше Томасом Хардвіком в 1821 році, але його робота була опублікована лише в 1827 році. У 1902 році Олдфілд Томас описав череп самця червоної панди під назвою Ailurus fulgens styani на честь Фредеріка Вільяма Стяна (Frederick William Styan), який зібрав цей екземпляр у провінції Сичуань.

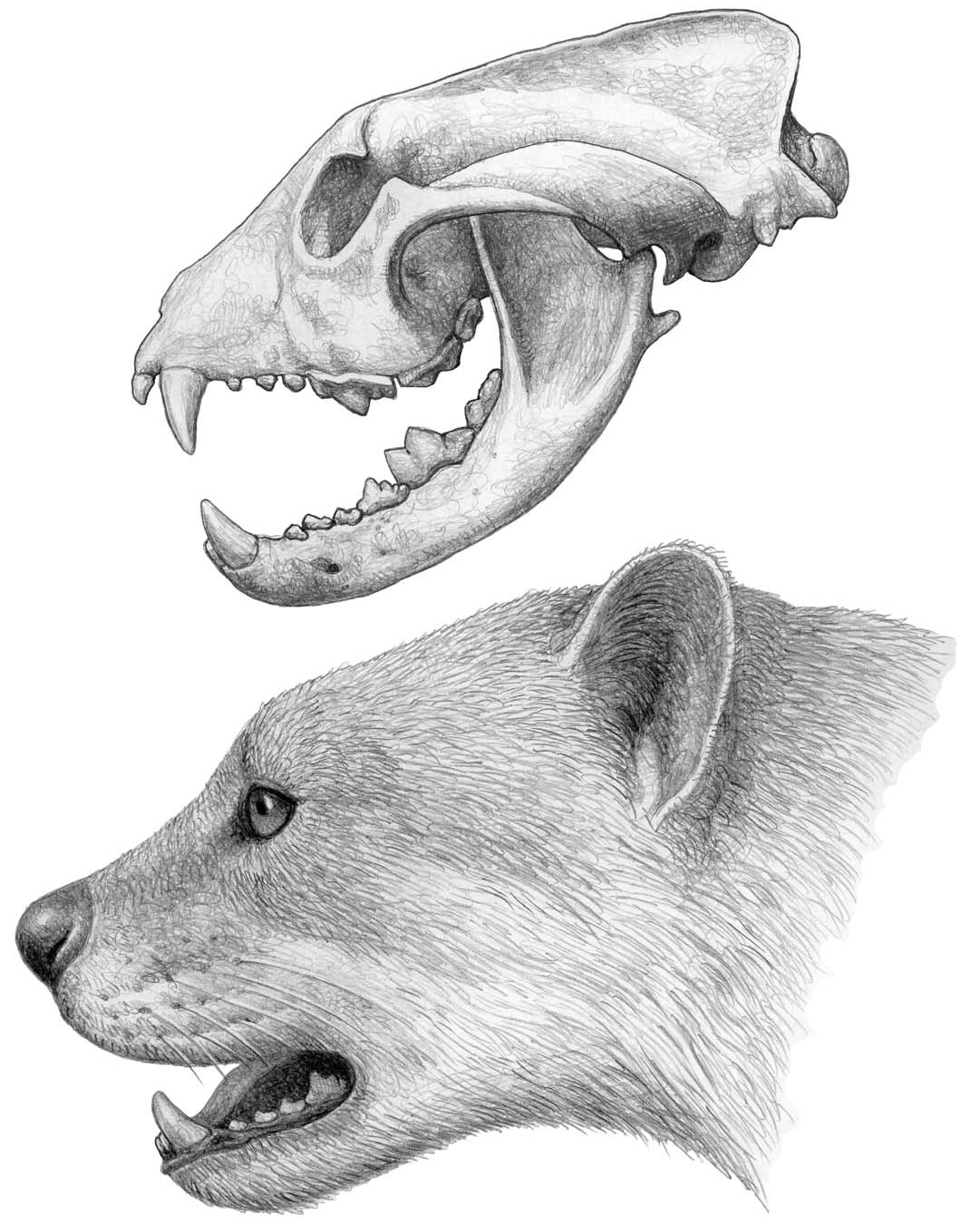
Реконструйовані череп і голова Simocyon, великого хижого раннього родича сучасної червоної панди

### Скам'янілості
Родина Ailuridae з'явилася в Європі або в пізньому олігоцені, або в ранньому міоцені, приблизно 25—18 мільйонів років тому. До складу родини пандових окрім єдиного сучасного роду Ailurus входить ще кілька викопних: Actiocyon, Alopecocyon, Amphictis, Magerictis, Parailurus, Pristinailurus, Protursus, Simocyon.
Найдавніший представник Amphictis відомий за черепом розміром 10 см і, можливо, був приблизно такого ж розміру, як і сучасний вид. До інших ранніх або базальних Ailuridae належали Alopecocyon і Simocyon, скам'янілості яких були знайдені по всій Євразії та Північній Америці, починаючи з середнього міоцену, причому останній з них дожив до раннього пліоцену. Simocyon розміром з пуму, ймовірно, лазив по деревах і мав спільний з сучасними видами «фальшивий великий палець» — подовжену кістку зап'ястя, що дозволяє припустити, що цей придаток був адаптацією до пересування по деревах, а не для харчування бамбуком.

### Генетика
Каріотип характеризується диплоїдним числом, 2n=36. Аналіз 53 зразків малої панди з провінцій Сичуань і Юньнань показав високий рівень генетичного різноманіття. Повний геном червоної панди був секвенований у 2017 році.

## Загрози та охорона
Втрати та фрагментації місць проживання, а також браконьєрство є серйозними загрозами для цього виду. Основними причинами втрати місць проживання є комерційні лісозаготівлі, потреба опалювання дровами (особливо в холодних Гімалаях), очищення ділянок для житла і сільського господарства, підсічно-вогневе землеробство гірських племен, випас домашньої худоби, насадження плантацій монокультурного лісу. Смертність дитинчат червоної панди в районах, прилеглих до випасу худоби, за оцінками, наближається до 74 %. Проживає в багатьох охоронних районах.

## Культурне значення
Назва браузера Firefox означає червону панду.